# Südafrikanische Cricket-Nationalmannschaft in den West Indies in der Saison 2000/01
Die Tour der südafrikanischen Cricket-Nationalmannschaft in die West Indies in der Saison 2000/01 fand vom 4. März bis zum 16. Mai 2001 statt. Die internationale Cricket-Tour war Teil der internationalen Cricket-Saison 2000/01 und umfasste fünf Test Matches und sieben ODIs. Südafrika gewann die Testserie 2-1 und die ODI-Serie 5-2.

## Vorgeschichte
Die West Indies bestritten zuvor ein Drei-Nationen-Turnier in Australien, Südafrika eine Tour gegen Sri Lanka.
Das letzte Aufeinandertreffen der beiden Mannschaften bei einer Tour fand in der Saison 1998/99 in Südafrika statt.

## Stadien
Für die Tour wurden folgende Stadien als Austragungsorte vorgesehen und am 18. August 2000 bekanntgegeben.
| Stadt         | Land                           | Stadion                   | Kapazität | Spiele          |
| ------------- | ------------------------------ | ------------------------- | --------- | --------------- |
| Bridgetown    | Barbados                       | Kensington Oval           | 11.000    | 3. Test; 5. ODI |
| Georgetown    | Guyana                         | Bourda Cricket Ground     | 22.000    | 1. Test         |
| Kingston      | Jamaika                        | Sabina Park               | 20.000    | 5. Test; 1. ODI |
| Kingstown     | St. Vincent und die Grenadinen | Arnos Vale Stadium        | 18.000    | 7. ODI          |
| Port of Spain | Trinidad und Tobago            | Queen’s Park Oval         | 25.000    | 2. Test; 6. ODI |
| St. George’s  | Grenada                        | Grenada National Stadium  | 20.000    | 3. ODI; 4. ODI  |
| St. John’s    | Antigua und Barbuda            | Antigua Recreation Ground | 12.000    | 4. Test; 2. ODI |

## Kader
Südafrika benannte seinen Test-Kader am 17. Februar 2001.
Die West Indies benannte ihren Test-Kader am 6. März und ihren ODI-Kader am 22. April 2001.
| Test | Test | ODI | ODI |
| West Indies | Südafrika | West Indies | Südafrika |
| --- | --- | --- | --- |
| - Carl Hooper (K) - Shivnarine Chanderpaul - Cameron Cuffy - Mervyn Dillon - Leon Garrick - Chris Gayle - Wavell Hinds - Ridley Jacobs (wk) - Brian Lara - Neil McGarrell - Nixon McLean - Dinanath Ramnarine - Marlon Samuels - Ramnaresh Sarwan - Courtney Walsh | - Shaun Pollock (K) - Paul Adams - Nicky Boje - Mark Boucher (wk) - Daryll Cullinan - Allan Donald - Herschelle Gibbs - Jacques Kallis - Justin Kemp - Gary Kirsten - Lance Klusener - Neil McKenzie - Makhaya Ntini | - Carl Hooper (K) - Shivnarine Chanderpaul - Corey Collymore - Cameron Cuffy - Mervyn Dillon - Daren Ganga - Leon Garrick - Chris Gayle - Wavell Hinds - Ridley Jacobs (wk) - Kerry Jeremy - Brian Lara - Neil McGarrell - Nixon McLean - Ricardo Powell - Dinanath Ramnarine - Marlon Samuels | - Shaun Pollock (K) - Paul Adams - Mark Boucher (wk) - Boeta Dippenaar - Allan Donald - Herschelle Gibbs - Jacques Kallis - Justin Kemp - Gary Kirsten - Lance Klusener - Neil McKenzie - André Nel - Makhaya Ntini - Justin Ontong - Jonty Rhodes - Roger Telemachus |

## Tour Matches
| 4. – 6. März Scorecard | Georgetown | South Africans 271-9d (90) & 289-7d (77) | – | Busta Cup XI 196 (50.5) & 155-4 (44) |
|                        |            | Remis                                    |   |                                      |

| 24. – 26. März Scorecard | Bridgetown | South Africans 270 (83.3) & 143-2d (66) | – | West Indies Board President’s XI 186 (77.5) & 84-1 (34) |
|                          |            | Remis                                   |   |                                                         |

| 12. April Scorecard | Salem | University of West Indies Vice Chancellor’s XI 218 (47.5) | – | South Africans 222-6 (48) |
|                     |       | South Africans gewinnt mit 4 Wickets                      |   |                           |

| 15. – 16. April Scorecard | Montego Bay | South Africans 199-9d (71.2) | – | Jamaika 380-6 (96) |
|                           |             | Remis                        |   |                    |

| 25. April Scorecard | Kingston | Jamaika 185 (46.4)                   | – | South Africans 189-4 (45.4) |
|                     |          | South Africans gewinnt mit 6 Wickets |   |                             |

## Test Matches

### Erster Test in Georgetown
| 9. – 13. März Scorecard | Georgetown | West Indies 304 (124.1) & 333-7d (117) | – | Südafrika 332 (127) & 142-2 (69.3) |
|                         |            | Remis                                  |   |                                    |

### Zweiter Test in Port of Spain
| 17. – 21. März Scorecard | Port of Spain | Südafrika 286 (86.5) & 287 (130.4) | – | West Indies 342 (125) & 162 (80.1) |
|                          |               | Südafrika gewinnt mit 69 Runs      |   |                                    |

### Dritter Test in Bridgetown
| 29. März – 2. April Scorecard | Bridgetown | Südafrika 454 (173.1) & 197-9d (95.5) | – | West Indies 387 (151) & 88-7 (38.4) |
|                               |            | Remis                                 |   |                                     |

### Vierter Test in St John’s
| 6. – 10. April Scorecard | St. John’s | Südafrika 247 (122.2) & 215-7d (123) | – | West Indies 140 (76.1) & 240 (99.4) |
|                          |            | Südafrika gewinnt mit 82 Runs        |   |                                     |

### Fünfter Test in Kingston
| 19. – 23. April Scorecard | Kingston | West Indies 225 (96.5) & 301 (129.5) | – | Südafrika 141 (61.1) & 255 (110) |
|                           |          | West Indies gewinnt mit 130 Runs     |   |                                  |

## One-Day Internationals

### Erstes ODI in Kingston
| 28. April Scorecard | Kingston | Südafrika 200 (47.4)              | – | West Indies 202-7 (50) |
|                     |          | West Indies gewinnt mit 3 Wickets |   |                        |

### Zweites ODI in St John’s
| 2. Mai Scorecard | St. John’s | West Indies 220-8 (50)          | – | Südafrika 221-2 (45.5) |
|                  |            | Südafrika gewinnt mit 8 Wickets |   |                        |

### Drittes ODI in St. George’s
| 5. Mai Scorecard | St. George’s | Südafrika 287-4 (50)           | – | West Indies 155 (39) |
|                  |              | Südafrika gewinnt mit 132 Runs |   |                      |

### Viertes ODI in St. George’s
| 6. Mai Scorecard | St. George’s | West Indies 200 (49.3)          | – | Südafrika 201-2 (46.1) |
|                  |              | Südafrika gewinnt mit 8 Wickets |   |                        |

### Fünftes ODI in Bridgetown
| 9. Mai Scorecard | Bridgetown | West Indies 199 (49.2)          | – | Südafrika 202-3 (41.4) |
|                  |            | Südafrika gewinnt mit 7 Wickets |   |                        |

### Sechstes ODI in Port of Spain
| 12. Mai Scorecard | Port of Spain | Südafrika 190 (49.5)          | – | West Indies 137 (47) |
|                   |               | Südafrika gewinnt mit 53 Runs |   |                      |

### Siebtes ODI in Kingstown
| 16. Mai Scorecard | Kingstown | Südafrika 163-7 (50)              | – | West Indies 164-4 (44.2) |
|                   |           | West Indies gewinnt mit 6 Wickets |   |                          |

## Statistiken
Die folgenden Cricketstatistiken wurden bei dieser Tour erzielt.
| Tests              | Tests       | Tests   | Tests   | Tests   | Tests   | Tests   | Tests   | Tests   |
| Batting            | Batting     | Batting | Batting | Batting | Batting | Batting | Batting | Batting |
| Spieler            | Mannschaft  | Spiele  | Innings | Runs    | Average | HS      | 100s    | 50s     |
| ------------------ | ----------- | ------- | ------- | ------- | ------- | ------- | ------- | ------- |
| Herschelle Gibbs   | Südafrika   | 5       | 10      | 464     | 51,55   | 87      | 0       | 4       |
| Daryll Cullinan    | Südafrika   | 5       | 10      | 459     | 51,00   | 134     | 2       | 2       |
| Brian Lara         | West Indies | 5       | 10      | 400     | 40,00   | 91      | 0       | 3       |
| Carl Hooper        | West Indies | 5       | 10      | 358     | 39,77   | 74      | 0       | 4       |
| Chris Gayle        | West Indies | 5       | 10      | 326     | 32,60   | 81      | 0       | 1       |
| Bowling            |             |         |         |         |         |         |         |         |
| Spieler            | Mannschaft  | Spiele  | Overs   | Wickets | Average | BBI     | 5W      | 10W     |
| Courtney Walsh     | West Indies | 5       | 263.4   | 25      | 19,68   | 6/61    | 1       | 0       |
| Jacques Kallis     | Südafrika   | 5       | 189.4   | 20      | 19,75   | 6/67    | 1       | 0       |
| Shaun Pollock      | Südafrika   | 5       | 228.1   | 20      | 23,20   | 5/28    | 1       | 0       |
| Mervyn Dillon      | West Indies | 5       | 168     | 20      | 25,60   | 4/32    | 0       | 0       |
| Dinanath Ramnarine | West Indies | 5       | 290.3   | 20      | 30,85   | 5/78    | 1       | 0       |

| ODIs             | ODIs        | ODIs    | ODIs    | ODIs    | ODIs    | ODIs    | ODIs    | ODIs    |
| Batting          | Batting     | Batting | Batting | Batting | Batting | Batting | Batting | Batting |
| Spieler          | Mannschaft  | Spiele  | Innings | Runs    | Average | HS      | 100s    | 50s     |
| ---------------- | ----------- | ------- | ------- | ------- | ------- | ------- | ------- | ------- |
| Jacques Kallis   | Südafrika   | 6       | 6       | 298     | 59,60   | 107     | 1       | 2       |
| Herschelle Gibbs | Südafrika   | 7       | 7       | 294     | 42,00   | 107     | 2       | 0       |
| Brian Lara       | West Indies | 7       | 7       | 274     | 39,14   | 92      | 0       | 2       |
| Carl Hooper      | West Indies | 7       | 7       | 200     | 28,57   | 48      | 0       | 0       |
| Gary Kirsten     | Südafrika   | 6       | 6       | 189     | 31,50   | 72      | 0       | 2       |
| Marlon Samuels   | West Indies | 7       | 7       | 189     | 31,50   | 65      | 0       | 2       |
| Bowling          |             |         |         |         |         |         |         |         |
| Spieler          | Mannschaft  | Spiele  | Overs   | Wickets | Average | BBI     | 5W      | 10W     |
| Jacques Kallis   | Südafrika   | 6       | 48.2    | 10      | 18,30   | 4/22    | 0       | 0       |
| Allan Donald     | Südafrika   | 5       | 45.3    | 9       | 20,55   | 4/38    | 0       | 0       |
| Shaun Pollock    | Südafrika   | 7       | 63      | 7       | 22,71   | 3/23    | 0       | 0       |
| Marlon Samuels   | West Indies | 7       | 42      | 7       | 26,71   | 2/14    | 0       | 0       |
| Cameron Cuffy    | West Indies | 7       | 65.4    | 7       | 35,42   | 3/24    | 0       | 0       |

## Player of the Series
Als Player of the Series wurden die folgenden Spieler ausgezeichnet.
| Serie | Player of the Series |
| ----- | -------------------- |
| Test  | Shaun Pollock        |
| ODI   | Shaun Pollock        |

### Player of the Match
Als Player of the Match wurden die folgenden Spieler ausgezeichnet.
| Spiel   | Player of the Match |
| ------- | ------------------- |
| 1. Test | Gary Kirsten        |
| 2. Test | Daryll Cullinan     |
| 3. Test | Daryll Cullinan     |
| 4. Test | Shaun Pollock       |
| 5. Test | Ridley Jacobs       |
| 1. ODI  | Neil McGarrell      |
| 2. ODI  | Herschelle Gibbs    |
| 3. ODI  | Jacques Kallis      |
| 4. ODI  | Allan Donald        |
| 5. ODI  | Herschelle Gibbs    |
| 6. ODI  | Neil McKenzie       |
| 7. ODI  | Cameron Cuffy       |